# Hiroki Maeda (Fußballspieler, 1998)
Hiroki Maeda (japanisch 前田 紘基 Maeda, Hiroki; * 25. August 1998 in der Präfektur Aichi) ist ein japanischer Fußballspieler.

## Karriere
Hiroki Maeda erlernte das Fußballspielen in der Schulmannschaft der Osaka Toin High School sowie in der Universitätsmannschaft der Tokai Gakuen University. Vom 3. November 2020 bis Saisonende wurde er von der Universität an Giravanz Kitakyūshū ausgeliehen. Der Verein aus Kitakyūshū spielte in der zweiten japanischen Liga, der J2 League. Hier kam er jedoch nicht zum Einsatz. Nach der Ausleihe wurde er am 1. Februar 2021 von Kitakyūshū fest unter Vertrag genommen. Sein Zweitligadebüt gab Hiroki Maeda am 5. Mai 2021 (12. Spieltag) im Auswärtsspiel gegen den Tochigi SC. Hier stand er in der Startelf und wurde in der 90. Minute gegen Sō Fujitani ausgewechselt. Giravanz Kitakyushu gewann das Spiel mit 2:1. Am Ende der Saison 2021 stieg er mit dem Verein als Tabellenvorletzter in die dritte Liga ab. Für Giravanz absolvierte er neun Zweitligaspiele.